# Marko Đorđević (Skirennläufer)
Marko Đorđević (* 6. September 1978 in Belgrad) ist ein ehemaliger jugoslawischer Skirennläufer. Er startete hauptsächlich im Slalom und im Riesenslalom.
Đorđević nahm erstmals im Jahr 1995 bei Junior- und FIS-Rennen teil, bereits 1996 ging er bei den jugoslawischen Meisterschaften an den Start und gewann die Bronzemedaille. Als er im selben Jahr bei den Juniorenweltmeisterschaften startete, schied er im Slalom aus und verpasste im Riesenslalom als 62. deutlich bessere Positionen. Im nächsten Winter 1997 nahm Đorđević auch erstmals an den Alpinen Skiweltmeisterschaften in Sestriere teil und verpasste als 32. im Slalom nur knapp den zweiten Durchgang. Dennoch gelang ihm nicht der Sprung in eine höhere Klasse, allerdings nahm er mit dem jugoslawischen Team an den Olympischen Spielen 1998 in Nagano teil, wo er im Riesenslalom 35. wurde.
Nach 1998 waren Đorđevićs internationale Rennen eher weniger erfolgreich, bei den Alpinen Skiweltmeisterschaften 1999 ging er zwar an den Start, allerdings verpasste er den Sprung in den zweiten Durchgang. Durch beständige Auftritte in FIS-Rennen, von denen er insgesamt vier gewann, konnte er sich Ende Januar 2001 erstmals für den Weltcup in Kitzbühel und Schladming qualifizieren, dort kam er jedoch beide Male nicht ins Ziel, das gleiche Schicksal widerfuhr ihm bei den Alpinen Skiweltmeisterschaften 2001. Đorđevićs letztes Großereignis waren die Olympischen Winterspiele 2002, bei denen er sich sogar für den zweiten Lauf im Slalom qualifizieren konnte und letztendlich 26. wurde.
Danach startete der dreimalige jugoslawische Meister nur noch bei FIS-Rennen, ehe er 2003 seine Karriere beendete.